# Südkoreanische Marine
Die Südkoreanische Marine oder auch Marine der Republik Korea (Hangeul: 대한민국 해군, Hanja: 大韓民國 海軍, englisch: Republic of Korea Navy, abgekürzt ROKN) ist die Seestreitmacht der Streitkräfte der Republik Korea (Südkorea).
Sie besteht aus 70.000 Soldaten, darunter 29.000 Marineinfanteristen, und hat ihre Basis in Gyeryong. Die Marine verfügt über ca. 183 Schiffe, 27 Flugzeuge und 44 Hubschrauber.

## Geschichte
Nach der Befreiung Koreas von der japanischen Besatzungsmacht am 15. August 1945 wurde unter der Führung Son Won-ils der Verband für maritime Angelegenheiten (englisch Maritime Affairs Association) gegründet, der zum 11. November 1945 in die Marine Defense Group umgewandelt wurde. Kurz darauf erfolgte eine erneute Umwandlung zur koreanischen Küstenwache, ehe am 15. August 1948 die Küstenwache offiziell in Republic of Korea Navy umgetauft wurde. Son Won-il wurde am 5. September 1948 erster Chief of Naval Operations. Am 15. April 1949 wurde die Marineinfanterie (Republic of Korea Marine Corps) in Jinhae gegründet.

## Organisation

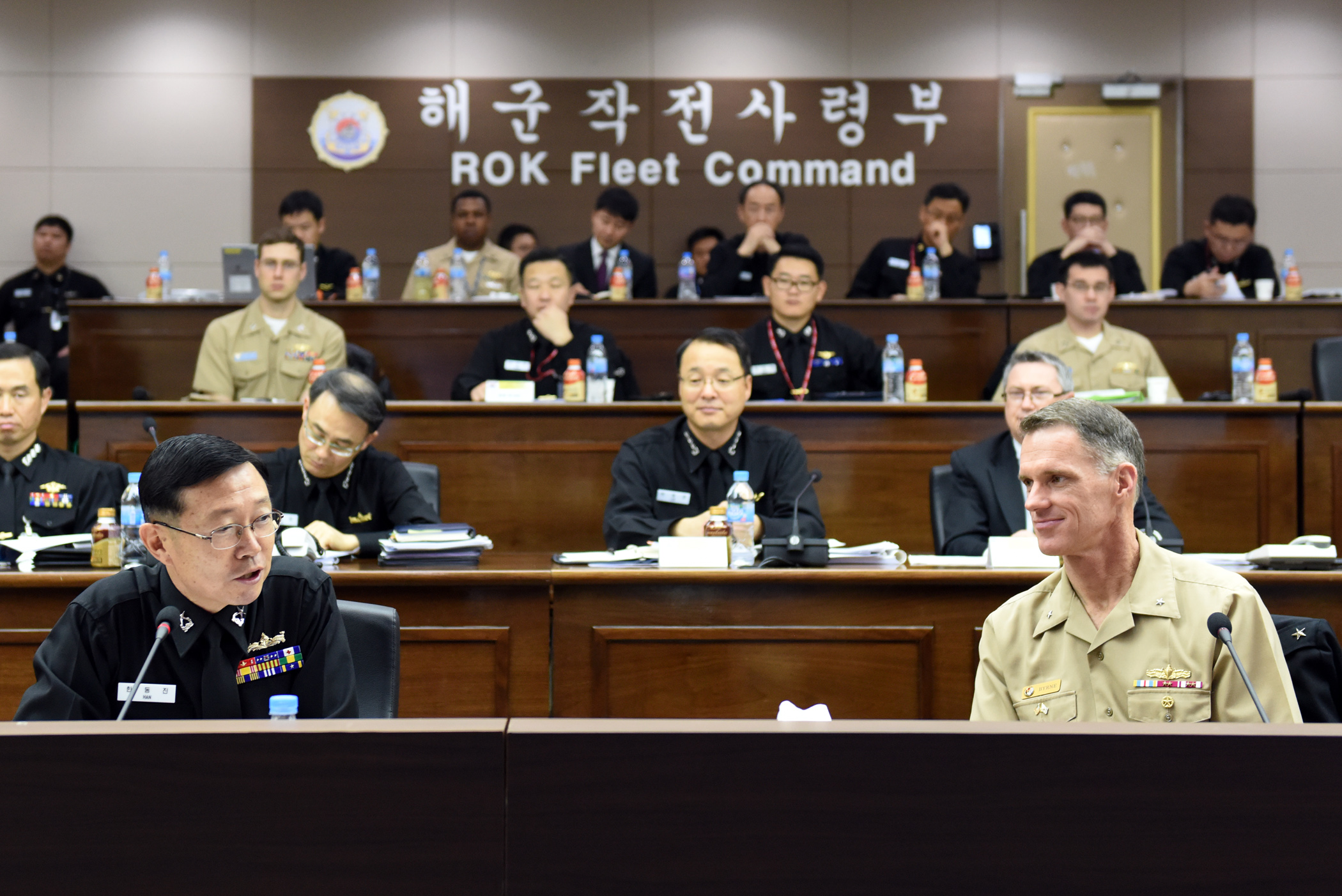
Republik Korea Flottenkommando (ROKFLT) in Busan

### Flotten

#### 1. Flotte, Ostküste (First Navy,FROKN)
Hauptquartier/Basis: Donghae
- 3 Zerstörer-/Fregattengeschwader (11., 12., 13.)
- 2 Küstenverteidigungsgeschwader (101., 102.)
- 4 Küstenverteidigungsverbände (181., 191., 111., 121.)
- 1 Minensuchgeschwader (121.)
- 1 Deko-Einheit (1.)

#### 2. Flotte, Westküste (Second Navy,SROKN)
Hauptquartier/Basis: Pyeongtaek
- 3 Zerstörer-/Fregattengeschwader (21., 22., 23.)
- 2 Küstenverteidigungsgeschwader (201., 202.)
- 2 Küstenverteidigungsverbände (211., 212.)
- 1 Minensuchgeschwader (522.)

#### 3. Flotte, Südküste und Insel Cheju Do (Third Navy,TROKN)
Hauptquartier/Basis: Mokpo
- 3 Zerstörer-/Fregattengeschwader (301., 302., 303.)
- 2 Küstenverteidigungsverbände (304., 406.)

### Marineflieger

#### 6. Geschwader
- 61. Seefliegergruppe
  - 611. Zielschleppstaffel
  - 613. und 615. Seeaufklärungsstaffel
- 62. Seefliegergruppe
  - 621. ASW-/Verbindungsstaffel
  - 623. Mehrzweckstaffel
  - 627. ASW-Staffel
  - 629. ASW-Staffel
  - Ausbildungseinheit

## Ausrüstung

### Schiffe

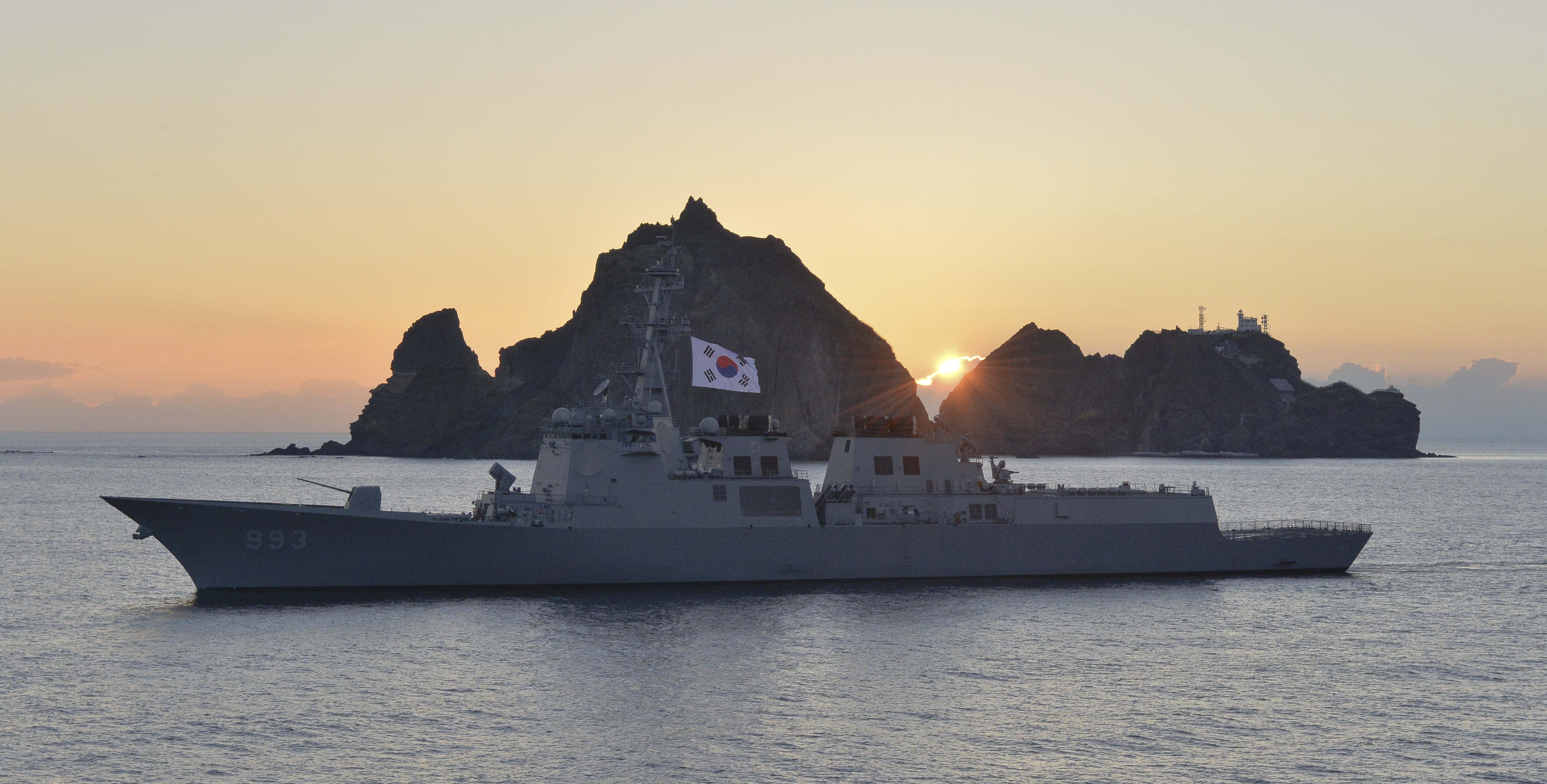
Zerstörer der Sejongdawang-Klasse

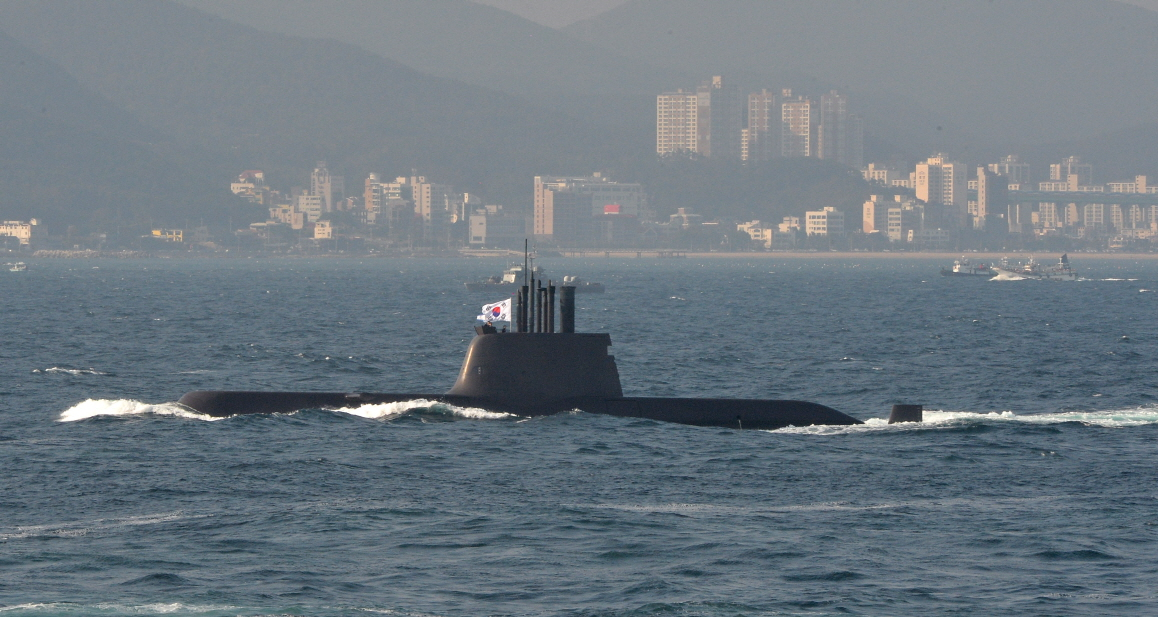
U-Boot der Son-Won-il-Klasse

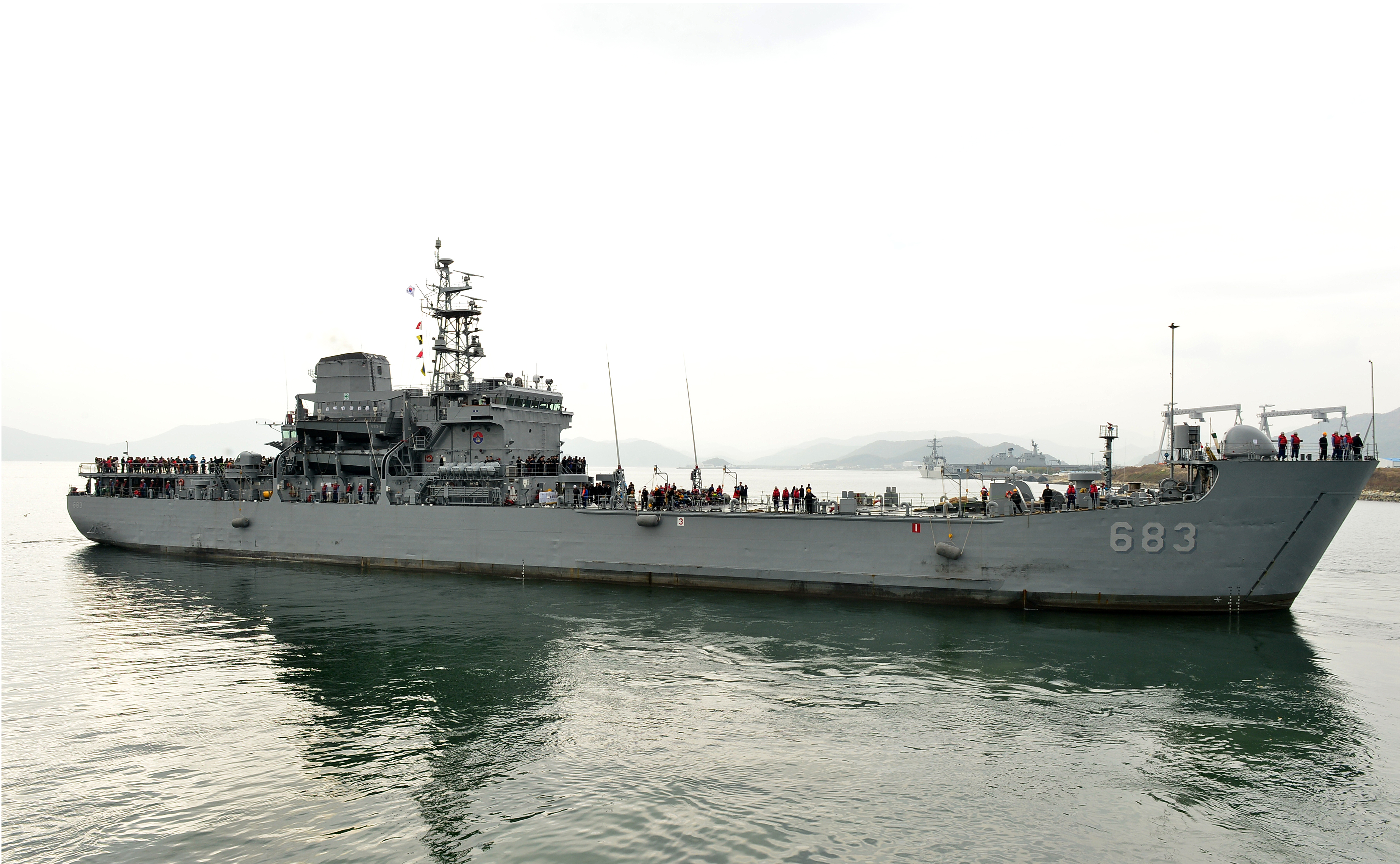
Landungsschiff der Go-Jun-Bong-Klasse

#### Zerstörer und Fregatten
- 3 Zerstörer der Gwanggaetodaewang-Klasse
- 6 Zerstörer der Chungmugong-Yi-Sun-sin-Klasse
- 3 Zerstörer der Sejongdawang-Klasse
- 1 Zerstörer der Jeongjodawang-Klasse (2 weitere Einheiten im Bau)
- 2 Fregatten der Ulsan-Klasse
- 6 Fregatten der Incheon-Klasse
- 8 Fregatten der Daegu-Klasse
- 1 Fregatte der Chungnam-Klasse (1 weitere Einheit im Bau)

#### Korvetten
- 3 Korvetten der Pohang-Klasse

#### U-Boote
- 9 Einheiten der Chang-Bogo-Klasse
- 9 Einheiten der Son-Won-il-Klasse
- 3 Einheiten der Dosan-Ahn-Chang-ho-Klasse (2 weitere Einheiten im Bau)

#### Minensuchboote und Minenleger
- 6 Minensuchboote der Ganggyeong-Klasse
- 6 Minensuchboote der Yangyang-Klasse
- 1 Minenleger der Wonsan-Klasse
- 1 Minenleger der Nampo-Klasse

#### Amphibische Einheiten
- 2 Amphibische Angriffsschiffe der Dokdo-Klasse
- 4 Panzerlandungsschiffe der Go-Jun-Bong-Klasse
- 4 Panzerlandungsschiffe der Cheon-Wang-Bong-Klasse
- 3 Landungsboote der Solgae-621-Klasse
- 4 Landungsboote der Solgae-631-Klasse

#### Hilfsschiffe
- 3 Versorgungsschiffe der Cheonji-Klasse
- 1 Versorgungsschiff der Soyang-Klasse
- 1 Schulschiff der Hansando-Klasse
- Weitere 6 Hilfsschiffe

### Luftfahrzeuge
Die Marineflieger der Republik Korea betreiben 27 Flugzeuge und 44 Hubschrauber (Stand Ende 2024).
| Typ                  | Herkunft               | Bild         | Funktion              | Version                           | Aktiv     | Bestellt  | Anmerkungen |
| Flugzeuge            | Flugzeuge              | Flugzeuge    | Flugzeuge             | Flugzeuge                         | Flugzeuge | Flugzeuge | Flugzeuge   |
| -------------------- | ---------------------- | ------------ | --------------------- | --------------------------------- | --------- | --------- | ----------- |
| Lockheed P-3         | Vereinigte Staaten     |              | Seeaufklärer          | P-3CKP-3K                         | 16        |           |             |
| Boeing P-8           | Vereinigte Staaten     | Beispielbild | Seeaufklärer          | P-8A                              | 6         |           |             |
| Reims-Cessna F406    | Frankreich             | Beispielbild | Transportflugzeug     |                                   | 5         |           |             |
| Hubschrauber         |                        |              |                       |                                   |           |           |             |
| Westland Lynx        | Vereinigtes Königreich |              | Bordhubschrauber      | Super Lynx Mk.99Super Lynx Mk.99A | 1113      |           |             |
| AgustaWestland AW159 | Vereinigtes Königreich | Beispielbild | Bordhubschrauber      | Lynx Wildcat Mk.210               | 8         |           |             |
| Sikorsky UH-60       | Vereinigte Staaten     |              | Transporthubschrauber | S-70UH-60PMH-60R                  | 9         | 12        |             |
| Bell 505             | Vereinigte Staaten     |              | Schulungshubschrauber |                                   | 3         |           |             |

## Dienstgrade und Dienstgradabzeichen

### Offiziere
| Dienstgradgruppe        | Flaggoffiziere                   | Flaggoffiziere       | Flaggoffiziere        | Flaggoffiziere      | Flaggoffiziere       | Stabsoffiziere         | Stabsoffiziere          | Stabsoffiziere        | Subalternoffiziere | Subalternoffiziere   | Subalternoffiziere |
| ----------------------- | -------------------------------- | -------------------- | --------------------- | ------------------- | -------------------- | ---------------------- | ----------------------- | --------------------- | ------------------ | -------------------- | ------------------ |
| Abzeichen               |                                  |                      |                       |                     |                      |                        |                         |                       |                    |                      |                    |
| Dienstgrad              | Wonsu (원수; 元帥)               | Daejang (대장; 大將) | Jungjang (중장; 中將) | Sojang (소장; 少將) | Junjang (준장; 准將) | Daeryeong (대령; 大領) | Jungnyeong (중령; 中領) | Soryeong (소령; 少領) | Daewi (대위; 大尉) | Jungwi (중위; 中尉)  | Sowi (소위; 少尉)  |
| Dienstgrad (Bundeswehr) | keine Entsprechung (Großadmiral) | Admiral              | Vizeadmiral           | Konteradmiral       | Flottillenadmiral    | Kapitän zur See        | Fregattenkapitän        | Korvettenkapitän      | Kapitänleutnant    | Oberleutnant zur See | Leutnant zur See   |
| NATO-Rangcode           | OF-10                            | OF-9                 | OF-8                  | OF-7                | OF-6                 | OF-5                   | OF-4                    | OF-3                  | OF-2               | OF-1                 | OF-1               |

### Unteroffiziere und Mannschaften
| Dienstgradgruppe        | Deckoffizier                         | Unteroffiziere     | Unteroffiziere      | Unteroffiziere      | Unteroffiziere           | Mannschaften            | Mannschaften                                             | Mannschaften                  | Mannschaften                 | Mannschaften           |
| ----------------------- | ------------------------------------ | ------------------ | ------------------- | ------------------- | ------------------------ | ----------------------- | -------------------------------------------------------- | ----------------------------- | ---------------------------- | ---------------------- |
| Abzeichen               |                                      |                    |                     |                     |                          |                         |                                                          |                               |                              | kein Abzeichen         |
| Dienstgrad              | Junwi (준위; 准尉)                   | Wonsa (원사; 元士) | Sangsa (상사; 上士) | Jungsa (중사; 中士) | Hasa (하사; 下士)        | Byeongjang (병장; 兵長) | Sangdeungbyeong (상등병; 上等兵)                         | Ildeungbyeong (일등병; 1等兵) | Ideungbyeong (이등병; 2等兵) | Jangjeong (장정; 壯丁) |
| Dienstgrad (Bundeswehr) | keine Entsprechung (Warrant Officer) | Oberstabsbootsmann | Stabsbootsmann      | Hauptbootsmann      | Oberbootsmann/ Bootsmann | Obermaat/ Maat          | Stabskorporal Korporal Oberstabsgefreiter Stabsgefreiter | Obergefreiter/ Hauptgefreiter | Gefreiter                    | Soldat                 |
| NATO-Rangcode           | WO-1                                 | OR-9               | OR-8                | OR-7                | OR-6                     | OR-5                    | OR-4                                                     | OR-3                          | OR-2                         | OR-1                   |